# サクラソウ科
サクラソウ科 (サクラソウか、Primulaceae) は、北半球の暖帯から寒帯を中心に広く分布する被子植物の科である。
従来の分類体系によるサクラソウ科（狭義）、ヤブコウジ科、テオフラスタ科およびイズセンリョウ科を含んだ広義のサクラソウ科としては、世界に60-80属、2300-2600種が知られ、日本には8-10属、50種余りが分布する。

## 分類・形態・分布
ほとんどが一年草と多年草で、まれに茎の基部が宿存し小低木状になる。多くの種が、葉のない直立した茎の先端にきれいな花をつける。通常、根茎か塊根がある。葉は単葉で、通常対生または輪生し、しばしば多細胞の関節毛または粉状物を有する。花は合弁が多く、大部分は放射相称で、通常5数性。5本のおしべは花弁と対生し、通常、花筒につく。子房は1室で上位ときに中位。中央に直立する胎座（中軸胎座）に多くの胚珠がつく。果実は蒴果で、種子には胚乳がある。
特殊な胎座の形態からかつてはナデシコ目に類縁があるとも考えられた。現在ではヤブコウジ科に近縁とされ、APG植物分類体系（第2版まで）ではシクラメンなどはヤブコウジ科に、ハイハマボッス属はテオフラスタ科に移された(Kallersjo et al. 2000)。さらにAPG植物分類体系第3版ではこれらすべて（従来のサクラソウ目）がサクラソウ科としてまとめられている。なお、APG体系にサクラソウ目はなく、サクラソウ科はツツジ目に含まれる。

### 属
- Androsace トチナイソウ属：リュウキュウコザクラ
- Bryocarpum
- Cortusa サクラソウモドキ属
- Dionysia
- Dodecatheon
- Douglasia
- Hottonia
- Kaufmannia
- Omphalogramma
- Pomatosace
- Primula サクラソウ属（サクラソウ・プリムラ）
- Soldanella イワカガミダマシ属
- Stimpsonia ホザキザクラ属
- Vitaliana

以下の属は従来のヤブコウジ科の系統に含められる。
- Anagallis ルリハコベ属：ルリハコベ
- Ardisia ヤブコウジ属（ヤブコウジ、ツルコウジ、カラタチバナ、マンリョウなど）
- Ardisiandra
- Asterolinon
- Coris
- Cyclamen カガリビバナ属（シクラメン）
- Glaux ウミミドリ属
- Lysimachia オカトラノオ属（オカトラノオ、コナスビなど）
- Myrsine ツルマンリョウ属（ミルシネ・アフリカナ、タイミンタチバナ、ツルマンリョウ M. stolonifera など）
- Pelletiera
- Rapanea
- Trientalis ツマトリソウ属（ツマトリソウ）

以下の属は従来のテオフラスタ科の系統に含められる。
- Samolus ハイハマボッス属（ハイハマボッス）

## 利用
観賞植物として人気のあるものも多い。サクラソウ属のサクラソウは、日本産の野草で、古くから栽培され、多数の品種が伝えられる。同じ仲間をヨーロッパで園芸化した品種群をプリムラ (Primula) とよび、花形と花色が多彩で約300の品種がある。公園によく植えられるが、一般の庭でも栽培される。他にクリンソウのように栽培されているものも多く、野外では採集圧によって減少しているものが多い。シクラメンは晩秋から早春の花で、形の面白さから、室内で栽培される。